# سد الماسیرا
سد الماسیرا (به فرانسوی: Barrage Al Massira) یک سد وزنی و نیروگاه برقابی در مراکش است که در Settat Province واقع شده‌است.